# Renato Murce
Renato Floriano Murce (Rio de Janeiro, 7 de fevereiro de 1900 — 26 de janeiro de 1987) foi um radialista brasileiro.

## Histórico
Diretamente do Morro do Pão de Açúcar foi proferido discurso pelo presidente da república Epitácio Pessoa e que foi ouvido no pavilhão Central na Esplanada do Castelo, durante as comemorações do I Centenário da Independência do Brasil em 1922. Roquette Pinto escutando emocionado a primeira transmissão radiofônica, ficou apaixonado pela invenção e em 1923, resolveu montá-lo com toda a sua coragem. Renato Murce foi um dos que angariaram sócios contribuintes para manter a Rádio Sociedade, que sobreviviam com doações e associados.
Em 1930 criou na Rádio Nacional do Rio de Janeiro o programa Cenas escolares, o personagem central se chamava Manduca, que era um garoto problema, que aprontava todo tipo de confusão na sala de aula.
Por falarem de forma tão clara ou explícita sobre os problemas escolares da época, o programa foi vetado pelo Departamento de Imprensa e Propaganda (DIP) do governo federal (Getúlio Vargas). Murce não se deu por vencido, fazendo algumas alterações no roteiro. Rebatizou-o de Piadas do Manduca, conseguindo ficar "no ar" por vinte anos. Elenco: Murce - dr. Leão (um professor que sabia de tudo); Brandão Filho - dr. Fagundes; Castro Barbosa - Seu ferramenta e Lauro Borges - sr. Alcebíades (um gago) e o herói Manduca.
Em 1941 a radionovela Em busca da felicidade ficou no ar durante três anos. Foi a primeira radionovela a ser gravada no Brasil. A radionovela que conseguiu parar o país, depois do Repórter Esso foi O Direito de Nascer, adaptado do texto cubano de Félix Caignet. Havia séries tais como Anjo: o Homem Atômico, Jerônimo - o herói do sertão, Presídio de mulheres, "Felicidade", etc. Principais radioatores: Renato Murce, Iara Sales, Dayse Lúcide, Floriano Faissal, Roberto Faissal, Celso Guimarães, Abigail Maia, Sônia Maria, Nélio Pinheiro, Vida Alves, Lima Duarte, Lolita Rodrigues, Mario Lago, entre outros.
No final da década de 1940, Murce foi convidado para dirigir a rádio Transmissora (emissora com vida curta), voltando para a rádio Nacional em 25 de março de 1948 até a sua aposentadoria.
O programa de rádio Almas do Sertão 1954, da rádio Clube à Nacional, era cheio de poesias, músicas sertanejas, moda de violas, descobrindo Manezinho Araújo, o Rei das emboladas, Catulo da Paixão Cearense, e muitos poetas e compositores nordestinos como Luiz Vieira, e interioranos. O programa ficou no ar por mais de trinta anos, sendo suas gravações distribuídas para as emissoras de rádio do interior do Brasil.
A veia humorística de Murce esteve presente na televisão com Papel carbono como Piadas de Manduca, pela TV Rio nos programas de Flávio Cavalcanti e Jota Silvestre, e PRK-30. Parte dos programas que tem sido criado na TV inspiraram-se
nos tipos e situações criados nos anos 1940 e 1950. Receberam influências os programas de televisão como o da Escolinha do professor Raimundo da TV Globo e Escolinha do Golias (TV Rio e SBT).
O programa Papel carbono foi inspirado num filme antigo assistido por Murce, que fez uma adaptação depois para o rádio. Começou na rádio Clube contava com Ary Barroso e continuou depois na rádio Nacional. Renato que acumulava a função de animador, tratava o iniciante com grande respeito, como também encaminhava os vitoriosos na vida artística. Chamava os calouros de ilustres desconhecidos . Revelaram-se artistas como Os Cariocas, Dóris Monteiro, Alaíde Costa, Ângela Maria, Ellen de Lima, Claudete Soares, Ivon Curi, Ademilde Fonseca, Baden Powell, Chico Anysio, Agnaldo Rayol,Roberto Carlos, Luiz Vieira etc.
Ely Macedo Murce, nome de Eliana Macedo, atriz do cinema brasileiro. O nome artístico foi uma homenagem a uma amiga que se chamava Ana. Eliana se casou com Murce em 1950, causando muitos comentários na época, pela diferença de idade entre os dois e por ela ser a namoradinha do Brasil  e a estrela dos musicais da Atlântida (as chanchadas) sob a direção do diretor Watson Macedo (seu tio).
Murce continuou à trabalhar depois da aposentadoria, quando sofreu um infarto, não mais se recuperando. Apresentou o programa de rádio Ontem, hoje e sempre com material produzido de arquivo, por muitos anos.
Depois da morte de Eliana Macedo, o acervo de Renato Murce foi doado ao Instituto Cravo Albin, pelo seu neto mais velho Ney Murce.

## Participação especial
No programa de TV, Show sem limite - da TVS, do Rio de Janeiro, SBT - 1983 - com Renato Murce, Eliana e dos astros revelados em seus programas.

## Filmes
| Ano  | Título                 | Personagem     |
| ---- | ---------------------- | -------------- |
| 1939 | Futebol em Família     | Hugo Stampa    |
| 1945 | Loucos por Música      | —              |
| 1952 | Amei um Bicheiro       | —              |
| 1956 | Doutora é Muito Viva   | —              |
| 1957 | Rio Fantasia           | Freitas        |
| 1960 | Aí Vem a Alegria       | Radialista     |
| 1961 | Três Colegas de Batina | Padre Guardião |
| 1965 | Crime de Amor          | Pai de Cacilda |